# قائمة المعالم الأثرية المصنفة في ولاية سيدي بوزيد
تحتوي هذه المقالة قائمة المعالم الأثرية المصنفة في ولاية سيدي بوزيد وهي المعالم والأماكن التاريخية المصنفة والمحمية من قبل المعهد الوطني للتراث في ولاية سيدي بوزيد في تونس. تحتوي القائمة 20 مواقع.
| رمز المعلم | المدينة           | المعلم                              | تاريخ التصنيف | صورة |
| ---------- | ----------------- | ----------------------------------- | ------------- | ---- |
| 1-43       | القصر الحمر       | الحوضان المستديران                  | 8 مايو 1895   |      |
| 2-43       | القصر الحمر       | الضريح الروماني                     | 8 مايو 1895   |      |
| 3-43       | القصر الحمر       | الحوض المربع                        | 8 مايو 1895   |      |
| 4-43       | القصر الحمر       | الكنيسة الآثرية                     | 8 مايو 1895   |      |
| 5-43       | بئر الحفي         | الضريح الروماني ذو الست زواية       | 26 يناير 1893 |      |
| 6-43       | بئر الحفي         | الضريح الروماني ذو الكتابة الالتنية | 26 يناير 1893 |      |
| 7-43       | صريرة             | المعبد الروماني                     | 13 مارس 1912  |      |
| 8-43       | صريرة             | فرن الخزف الآثري                    | 13 مارس 1912  |      |
| 9-43       | عين الحميمة       | قصر هداوش                           | 8 مايو 1895   |      |
| 10-43      | فم القلتة         | الحوض الآثري                        | 12 مايو 1901  |      |
| 11-43      | هنشير البارود     | الصهاريج الآثرية                    | 12 مايو 1901  |      |
| 12-43      | هنشير البارود     | الصهاريج الرومانية                  | 12 مايو 1901  |      |
| 13-43      | هنشير البارود     | الكنيسة الآثرية                     | 12 مايو 1901  |      |
| 14-43      | هنشير البارود     | معاصر الزيت الآثرية                 | 12 مايو 1901  |      |
| 15-43      | هنشير الحميمة     | الضريح الروماني                     | 12 مايو 1901  |      |
| 16-43      | هنشير فنادق دبابة | البناء المستطيل                     | 8 مايو 1895   |      |
| 17-43      | هنشير فنادق دبابة | الحوض الآثري                        | 8 مايو 1895   |      |
| 18-43      | هنشير فنادق دبابة | القصر الآثري                        | 8 مايو 1895   |      |
| 19-43      | هنشير قطرانة      | الآضرحة الثالثة                     | 12 مايو 1901  |      |
| 20-43      | هنشير قطرانة      | الحوض الروماني                      | 12 مايو 1901  |      |

## مقالات ذات صلة
- قائمة المعالم الأثرية المصنفة في تونس
- المعهد الوطني للتراث
- ثقافة تونس
- تاريخ تونس

## روابط خارجية
1. ↑  (بالعربية) القائمة الرئيسية للمعالم التاريخية والأثرية المرتبة والمحمية للبلاد التونسية على موقع المعهد الوطني للتراث. نسخة محفوظة 23 نوفمبر 2018 على موقع واي باك مشين.